# 池永春
池 永春（チ・ヨンチュン、朝鮮語: 지영춘）は、朝鮮民主主義人民共和国の軍人、政治家。人民保安省政治局長、朝鮮人民軍総政治局副局長、最高人民会議代議員などを歴任した。朝鮮人民軍における軍事称号（階級）は上将。

## 経歴
出生地や生年月日は不明である。1992年に朝鮮人民軍中将に昇進。1998年2月に朝鮮人民軍総政治局副局長に任命され、同年7月に最高人民会議第10期代議員に選出された。2003年7月26日には朝鮮戦争停戦協定調印50周年を記念して上将に昇進した。2004年7月には人民保安省政治局長に転じた。
2009年3月8日に実施された最高人民会議第12期代議員選挙で代議員に再選され、同年4月9日に開かれた最高人民会議第12期第1回会議で、最高人民会議資格審査委員会委員に選出された。その後はしばらく動静が途絶え、2016年8月2日に開催された第3回呉仲洽第7連隊称号獲得運動熱誠者大会では討論者として参加した。